# Daniel Chatto
Daniel St George Chatto (Londres, 22 de abril de 1957), previamente Daniel Chatto St George Sproule, es artista y ex-actor británico. Es el esposo de Sarah Chatto, hija de Margarita del Reino Unido y sobrina de Isabel II.

## Biografía
Chatto es hijo del actor Tom Chatto (1920-1982; originalmente Thomas Chatto St George Sproule) y la agente de talentos, Ros Chatto (nacida Rosalind Joan Thompson; fallecida en 2012). Tiene un hermano mayor, James Chatto.
En 1994 anunció su compromiso con Sara Amstrong-Jones, hija menor de los Condes de Snowdon y por tanto, nieta del monarca Jorge VI del Reino Unido. 
Daniel y Sara se casaron en una boda íntima el 14 de julio de 1994, en una ceremonia oficiada por el Reverendo Chad Varah en la Iglesia St Stephen Walbrook cerca de Londres ante 200 personas. Daniel Chatto llegó 90 minutos antes de la hora prevista debido a su estado de nervios. Sarah decidió trasladarse en coche en lugar de un Carruaje Real, no hubo alfombra roja ni repique de campanas. La novia llegó con su padre Antony Armstrong-Jones, I Conde de Snowdon, y con sus 3 damas de honor que fueron: Zara Tindall, Lady Frances von Hofmannsthal y Tara Noble Singh. Lució un vestido de tela georgette blanco diseñado por Jasper Conran con un ramo de rosas blancas. Al terminar la ceremonia, los novios se dirigieron a Clarence House y se ofreció una recepción para los 200 invitados. Ambas familias asistieron al enlace, pero Diana de Gales no asistió. Él tenía 37 años y ella tenía 30 años. Tras el enlace, los novios se dirigieron al aeropuerto para ir de luna de miel a la India (lugar donde se conocieron).
La pareja tiene dos hijos: Samuel (nacido en 1996) y Arthur (nacido en 1999).

## Filmografía
- The Marquise (1980)
- Quartet (1981, dirigida por James Ivory)
- Priest of Love (1981)
- To the Manor Born (como Heatherington-Poole, final de temporada, 1981)
- A Shocking Accident (1982, short)
- Nancy Astor (1982; basada en la vida de Nancy Astor)
- Charles & Diana: A Royal Love Story (1982; como el príncipe Andrés de York)
- Juliet Bravo (1983)
- Calor y polvo (1983, de James Ivory)
- The Razor's Edge (1984)
- A Christmas Carol (1984; basado en la novela de Charles Dickens)
- Dutch Girls (1985, televisión)
- The Death of the Heart (1985; basada en la novela homónima de Elizabeth Bowen)
- The Shooting Party (1985)
- La pequeña Dorrit (1988; basada en la novela de Charles Dickens)